# Церковь Сен-Лу (Намюр)
Церковь Сен-Лу (фр. Église Saint-Loup) — католический храм в Намюре (Бельгия). Относится к XVII веку и представляет собой образец архитектуры барокко.

## История
Церковь Сен-Лу находится в историческом центре города. Создана по планам Питера Гюйссена, архитектора из Брюгге и члена ордена иезуитов. Строительство велось с 1621 по 1645 год. Изначально церковь была посвящена Святому Игнатию и составляла единый ансамбль вместе с примыкающим к ней коллежем иезуитов.
В 1773 году папа Климент XIV упразднил орден, и иезуиты были вынуждены покинуть город. Их храм был передан прихожанам располагавшейся неподалёку церкви Святого Лупа, находившейся в то время в руинах. Соответственно, иезуитский храм также был переименован в честь этого святого.
В XIX веке (с 1864 по 1867 год) фасад церкви был полностью отреставрирован. Следующая крупная реставрация проходила поэтапно с 1979 по 2011 год. В 2013 году церковь была признана выдающимся памятником культурного наследия Валлонии. По воскресеньям в ней проходят службы, однако в первую очередь церковь используется как выставочный и концертный зал.

## Архитектура и интерьер

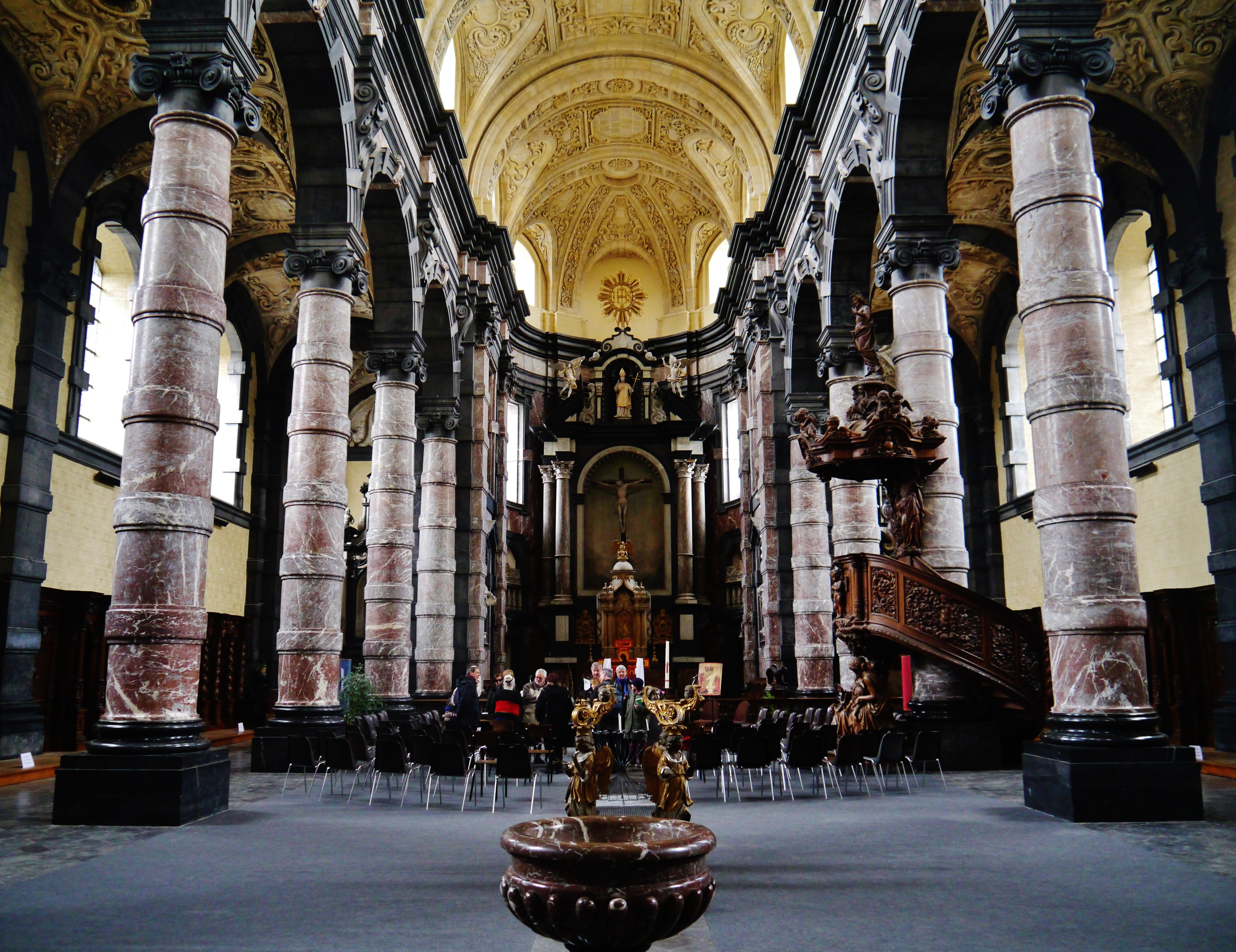
Интерьер храма

Церковь Сен-Лу — типичный образец архитектуры барокко времён Контрреформации. Образцом для неё послужила, вероятно, римская церковь Джезу. В первую очередь обращает на себя внимание двуцветный фасад из местного известняка, украшенный пилястрами с отделкой в форме колец. Горизонтали антаблементов и вертикали пилястр дополняются волютами консолей и изогнутыми линиями фронтонов. На верхнем уровне виден картуш с буквами I.H.S. — монограммой Христа.
В плане храм трёхнефный с шестью пролётами. Роскошный интерьер украшен колоннами из чёрного и розового «мрамора» (в роли которого выступает хорошо отполированный известняк). Своды украшены орнаментом из растительных мотивов, вырезанным в светлом песчанике. Внутренняя отделка и элементы убранства также отличаются богатством, фантазией и тщательностью исполнения. Среди них выделяются главный алтарь с распятием, деревянные резные исповедальни и скамья для причащающихся.

## В культуре

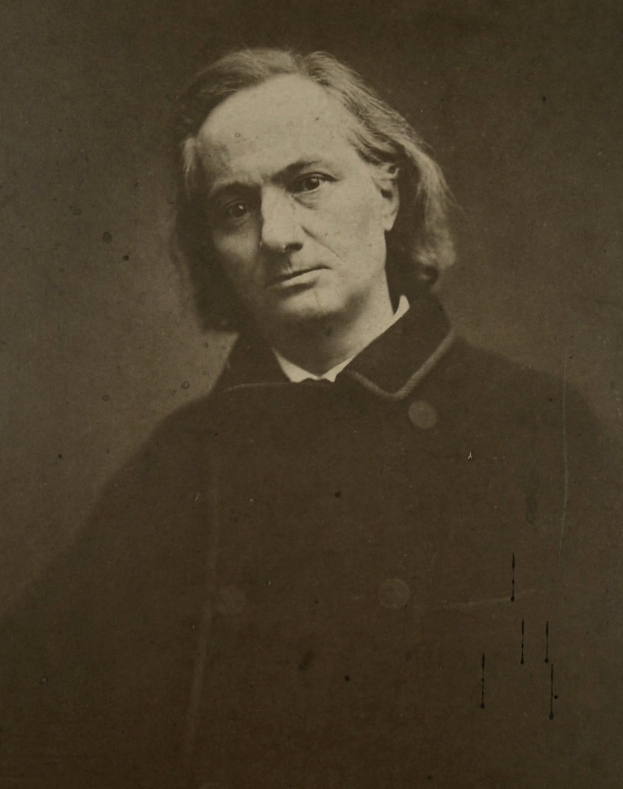
Последняя фотография Бодлера (1865)

Шарль Бодлер неоднократно посещал церковь Сен-Лу. В своих заметках о Бельгии он писал: 

 Сен-Лу. Мрачное и элегантное чудо. Эта церковь так непохожа на всё, что я доселе видел у иезуитов. Нутро катафалка, расшитое чёрным, розовым и серебряным. Страшный и восхитительный катафалк.
Оригинальный текст (фр.)Saint-Loup. Merveille sinistre et galante. Saint-Loup diffère de tout ce que j’ai vu des jésuites. L’intérieur d’un catafalque brodé de noir, de rose et d’argent. <...> Saint-Loup est un terrible et délicieux catafalque.
4 февраля (согласно другим источникам — 15 марта) 1866 года Бодлер вместе со своими друзьями художником Фелисьеном Ропсом и издателем Огюстом Пуле-Маласси в очередной раз любовался интерьером церкви. Внезапно ему стало плохо; он потерял сознание. Когда друзья подняли его, он попытался их успокоить, объяснив, что просто поскользнулся. Однако уже на следующий день у него появились признаки помутнения сознания, и с этих пор его состояние ухудшалось вплоть до смерти 31 августа 1867 года.